# Battaglia di Cañada de la Cruz
La battaglia di Cañada de la Cruz fu uno scontro armato avvenuto il 28 giugno 1820 nell'ambito delle guerre civili argentine tra le truppe della provincia di Santa Fe, comandate dal governatore Estanislao López, e quelle della provincia di Buenos Aires, guidate dal governatore provvisorio Miguel Estanislao Soler.

## Antefatti
A partire dal 1814 il governo instauratosi a Buenos Aires dopo la Rivoluzione di Maggio si trovò a dover combattere l'opposizione delle province del litorale, che sotto l'impulso di José Gervasio Artigas cominciarono ad opporsi al centralismo del Direttorio.
Il 1º febbraio 1820 i caudillos delle province di Santa Fe e di Entre Ríos Estanislao López e Francisco Ramírez, alleati di Artigas, riuscirono a sconfiggere l'esercito del Direttorio nella battaglia di Cepeda. La sconfitta spinse il Cabildo di Buenos Aires a nominare a capo dell'esercito provinciale il generale Miguel Estanislao Soler, che intimò la dissoluzione del Congresso e la cessazione della forma di governo direttoriale, in ottemperanza alle richieste dei vincitori. Il 17 febbraio il Cabildo, unica istituzione rimasta in città, nominò governatore Manuel de Sarratea, considerato l'elemento più utile per stipulare la pace con i caudillos vincenti.
Il 23 febbraio Sarratea firmò il Trattato del Pilar, che riconobbe il federalismo come nuova forma di governo nelle Province Unite del Río de la Plata, ponendo fine al centralismo del Direttorio. L'accordo portò ulteriori rivolgimenti a Buenos Aires, che portarono alla deposizione del governatore appena eletto e ad una serie di cambi al governo della provincia, al termine dei quali Soler impose la sua nomina grazie all'appoggio dell'esercito.
Mentre Ramírez fu costretto ad impegnarsi contro Artigas, López decise di invadere nuovamente la provincia di Buenos Aires preoccupato della reazione di carattere centralista emersa nella città; si allearono con lui l'ex Direttore Supremo Carlos María de Alvear, mosso da ambizioni personali, e l'ex presidente cileno José Miguel Carrera.

## La battaglia
Al comando di 2 000 uomini Soler marciò risoluto contro l'esercito invasore. Il 28 giugno 1820 i due eserciti si incontrarono nei pressi del passaggio chiamato Cañada de la Cruz. Un primo attacco portato per l'esercito di Buenos Aires dalla divisione del colonnello Manuel Pagola fu respinto con difficoltà da Carrera; subito dopo Soler ordinò all'artiglieria di aprire il fuoco e caricò lui stesso il centro dello schieramento nemico, facendo retrocedere Alvear verso la sua riserva.
Le divisioni di Alvear e Carrera contrattaccarono in seguito la divisione del colonnello Domingo French, impantanatasi nel fango della spianata, catturandola nella sua quasi totalità. López approfittò del vantaggio per sferrare l'attacco decisivo con la sua cavalleria.
Dopo aver perso 200 uomini in battaglia, oltre che tutti i suoi pezzi d'artiglieria, Soler ordinò la ritirata; impedita dal nemico la fuga a Luján, mandò al Cabildo dal ponte di Marquez la comunicazione della propria sconfitta. Quindi si imbarcò per Colonia del Sacramento, mentre il colonnello Pagola rientrò con i resti dell'esercito a Buenos Aires, dove si fece nominare comandante della piazza e dichiarò traditore chiunque tentasse un accordo con López.

## Conseguenze
Nella città di Buenos Aires, sconfitta e assediata da López, acquisì potere la figura del colonnello Manuel Dorrego, che, dopo aver liquidato l'effimera ribellione di Pagola, prese il comando militare e riuscì a far retrocedere l'esercito invasore nella provincia di Santa Fe, dove però fu sconfitto nella battaglia di Gamonal.
Le province di Buenos Aires e di Santa Fe firmarono il 24 novembre 1820 il Trattato di Benegas, che sancì un'alleanza tra di loro, isolando di fatto Francisco Ramírez, uscito vincitore dal conflitto con Artigas.